# Crioprosopus nieti
Crioprosopus nieti là một loài bọ cánh cứng trong họ Cerambycidae.